# Benicasim
Benicasim (in spagnolo) o Benicàssim (in valenciano) è un comune spagnolo di 12 456 abitanti situato nella comunità autonoma Valenciana.
Benicasim è una cittadina della costa del mar Mediterraneo, pochi chilometri a nord di Castellón de la Plana. Situata vicino al mare, si trova nel cuore del territorio della Plana Alta, si estende fino ai piedi delle montagne del Desert des Palmes e delle Agujas de Santa Águeda. La cima più alta è il Bartolo, che raggiunge i 729 metri di altitudine, e permette di ammirare i bellissimi paesaggi del litorale e dell'interno.
Benicasim gode di un clima mediterraneo, con inverni dolci e temperature estive che si aggirano intorno ai 25 °C.
Nella geografia di Benicasim si possono distinguere tre zone:
- La zona de las Villas ospita numerose residenze estive del XIX secolo, e dispone di un'ampia offerta di strutture ricettive: hotel, un ostello, ristoranti, campeggi, discoteche, bar e caffetterie.

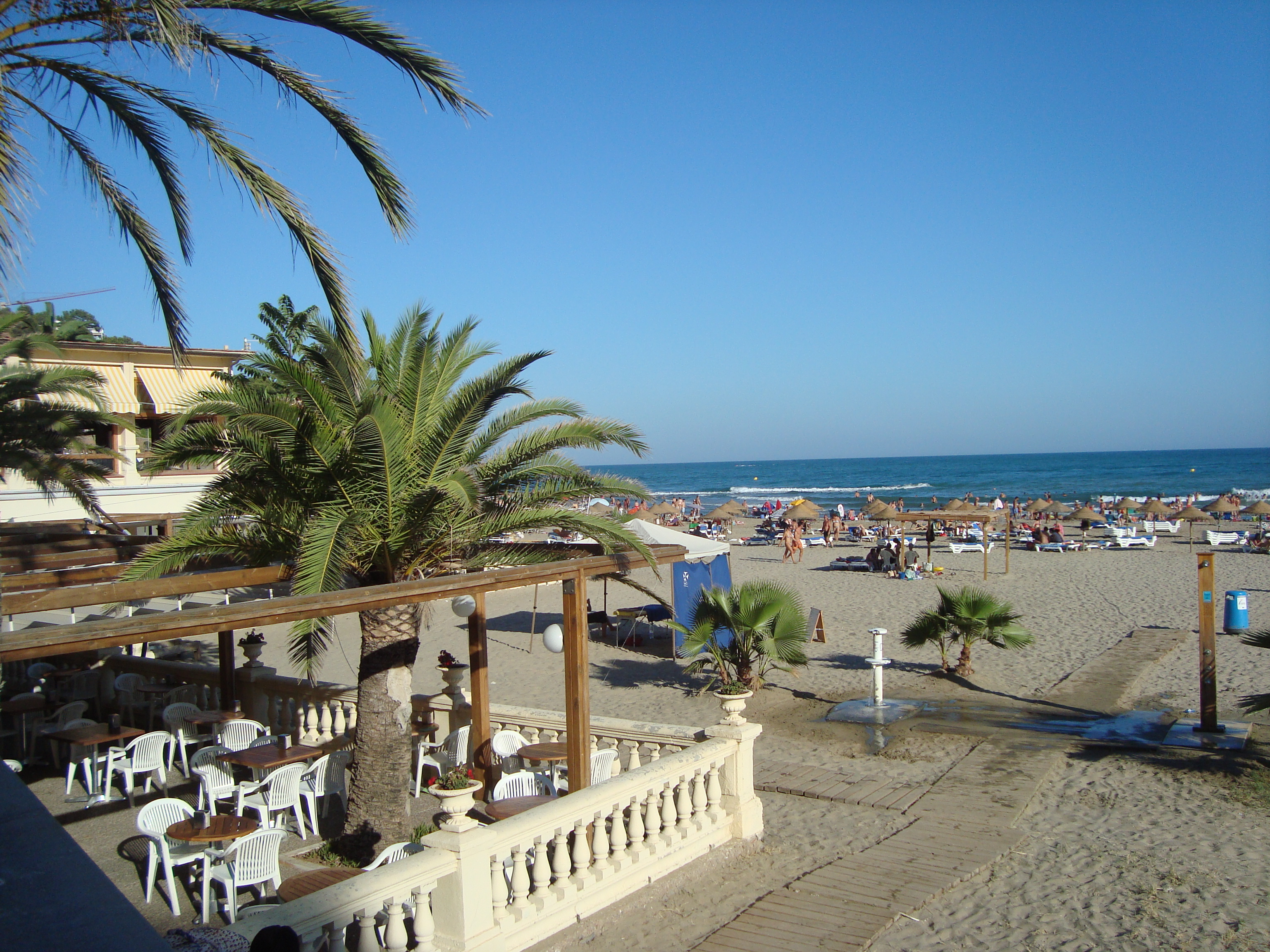
Spiaggia Voramar (Benicasim-Benicàssim)

- La zona litorale si divide in cinque spiagge: Voramar, Almadraba, San Vicente, Els Terrers e Heliópolis, tutte di sabbia finissima, con numerosi servizi di vigilanza, pulizia, docce e animatori durante i mesi estivi. negli ultimi anni, a queste spiagge è stata assegnata la bandiera blu.
- Il Desert des Palmes è ora riconosciuto come Bene naturale, è la parte della Serralada de les Palmes in cui i monaci Carmelitani hanno costruito un convento e in cui sono coltivate una grande varietà di piante aromatiche e specie arboree. Il deserto forma un grande anfiteatro montagnoso che protegge la parte finale di Benicasim , fino al culminare della cima del Bartolo, che per la sua vicinanza alla costa diventa un punto privilegiato per ammirare l'interno della provincia di Castellón, l'ampio arco del golfo di Valencia e le Isole Columbretes.

## Eventi internazionali

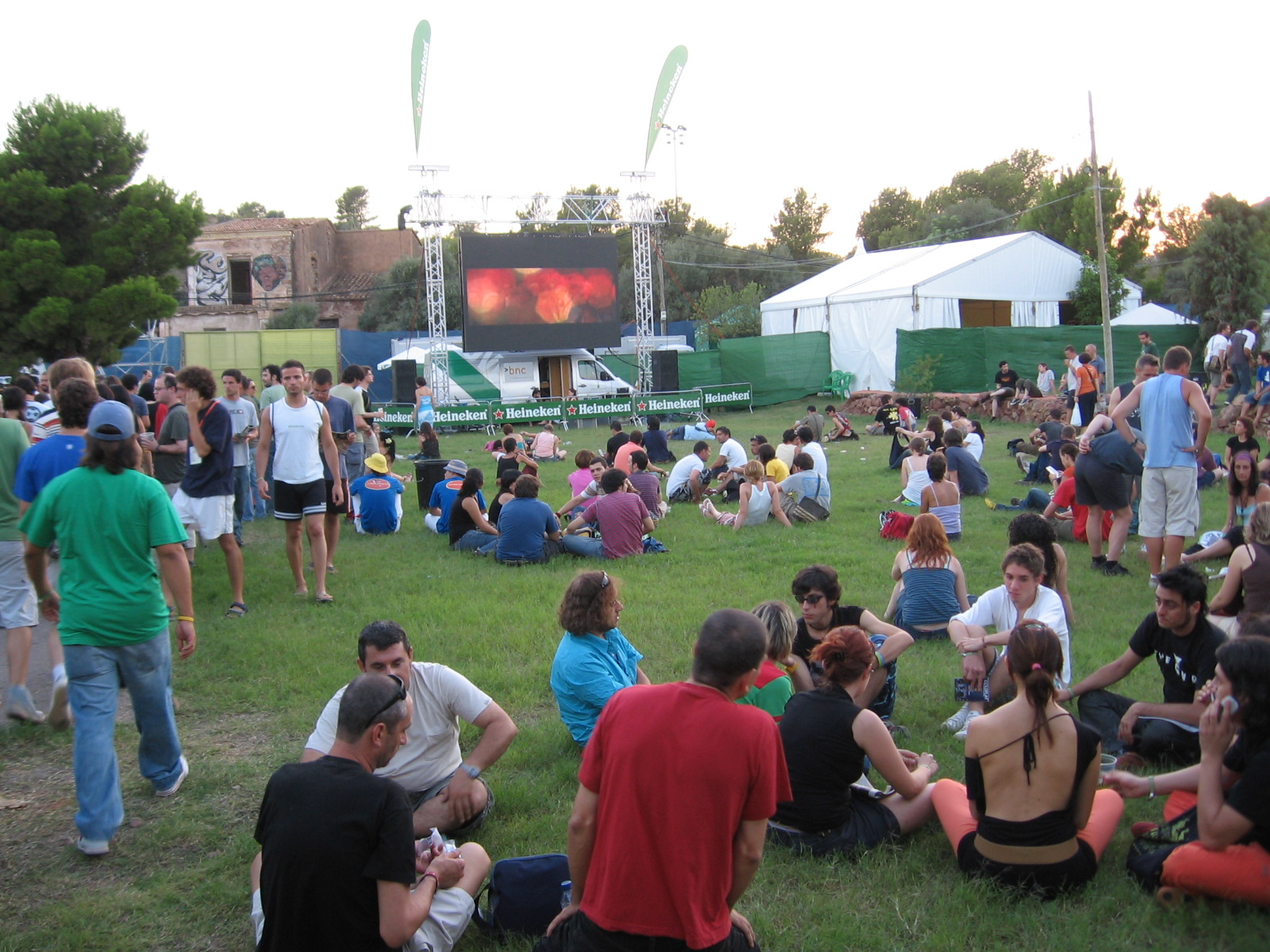
Giovani al Festival Internacional de Benicàssim

A Benicàssim si svolge il Festival Internacional de Benicàssim, è il più importante festival di musica marcatamente indie in Europa, probabilmente addirittura in tutto il mondo e dal 2010, nei mesi di agosto, si svolge sempre a Benicasim il Rototom Sunsplash, considerato il più grande festival Reggae d'Europa.
Nel 2013 si è tenuta la prima edizione della MABE Mostra di Arte Contemporanea a Benicassim. Interventi artistici nello spazio urbano così come un ampio programma di cinema e teatro sono parte della mostra d'arte.

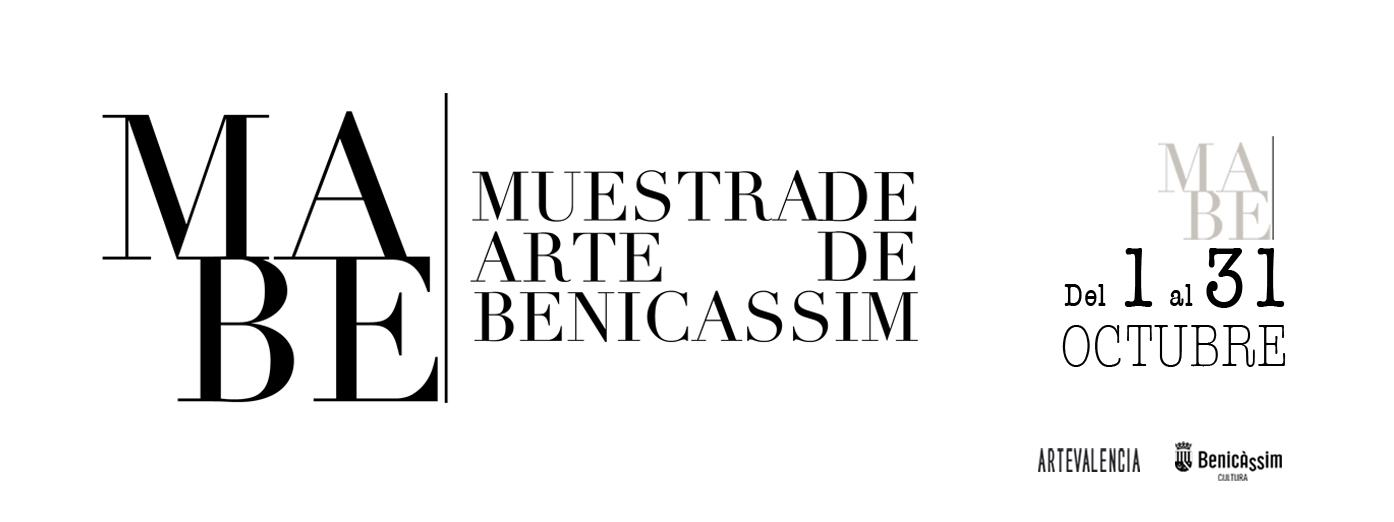
Benicassim Mostra d'arte MABE

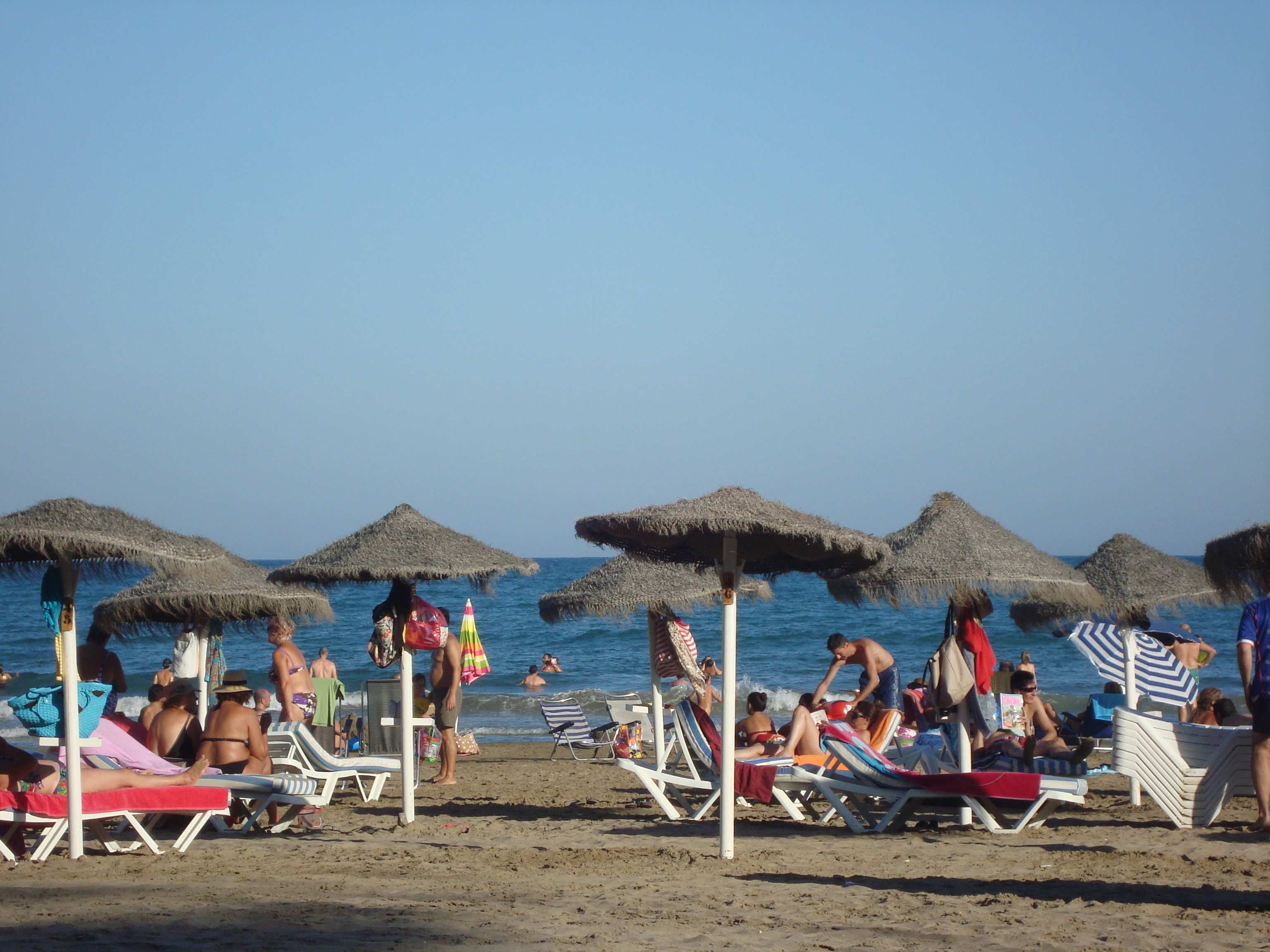
Spiaggia dI Benicasim-Benicàssim

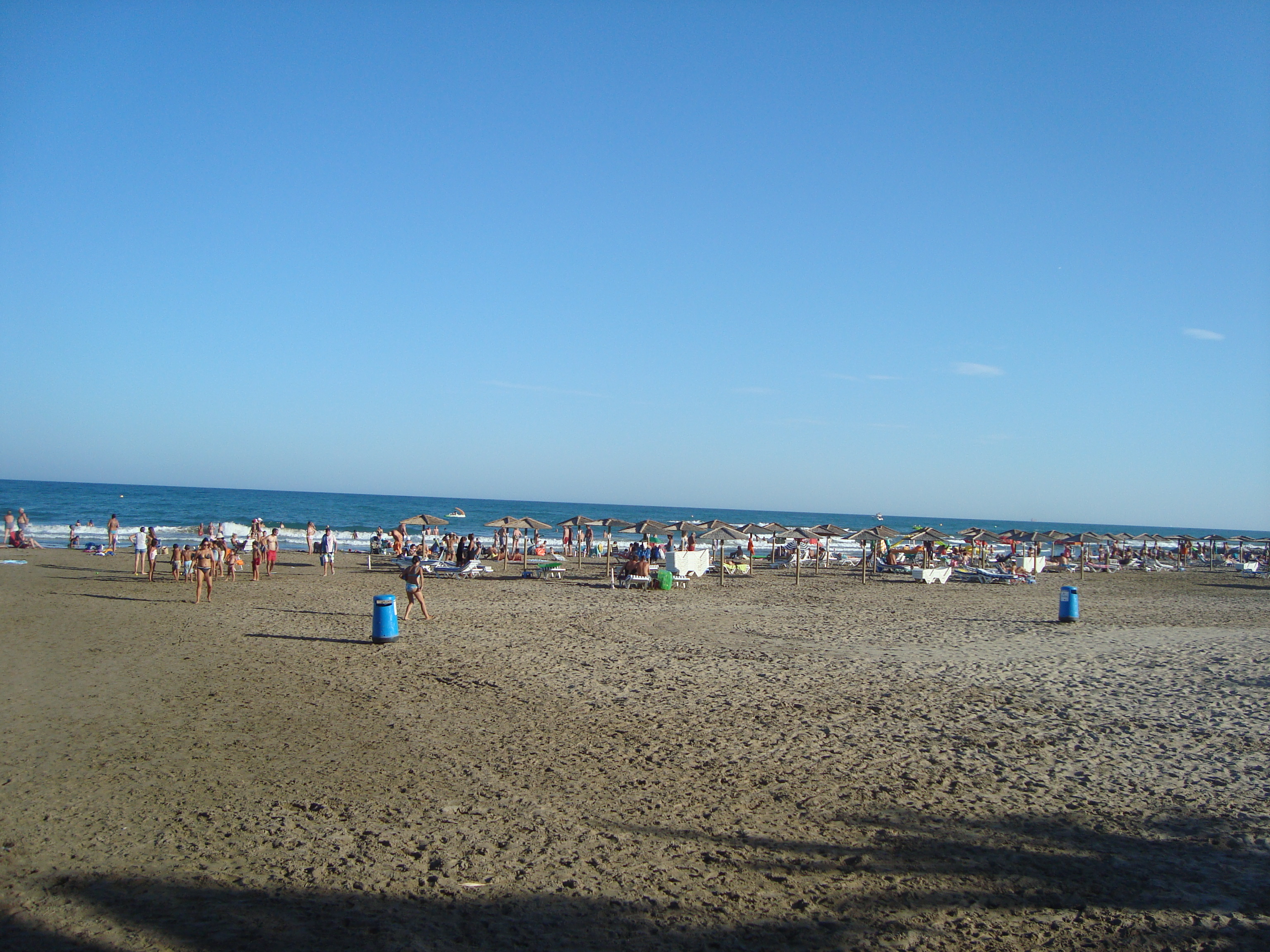
Spiaggia Almadraba (Benicasim-Benicàssim)

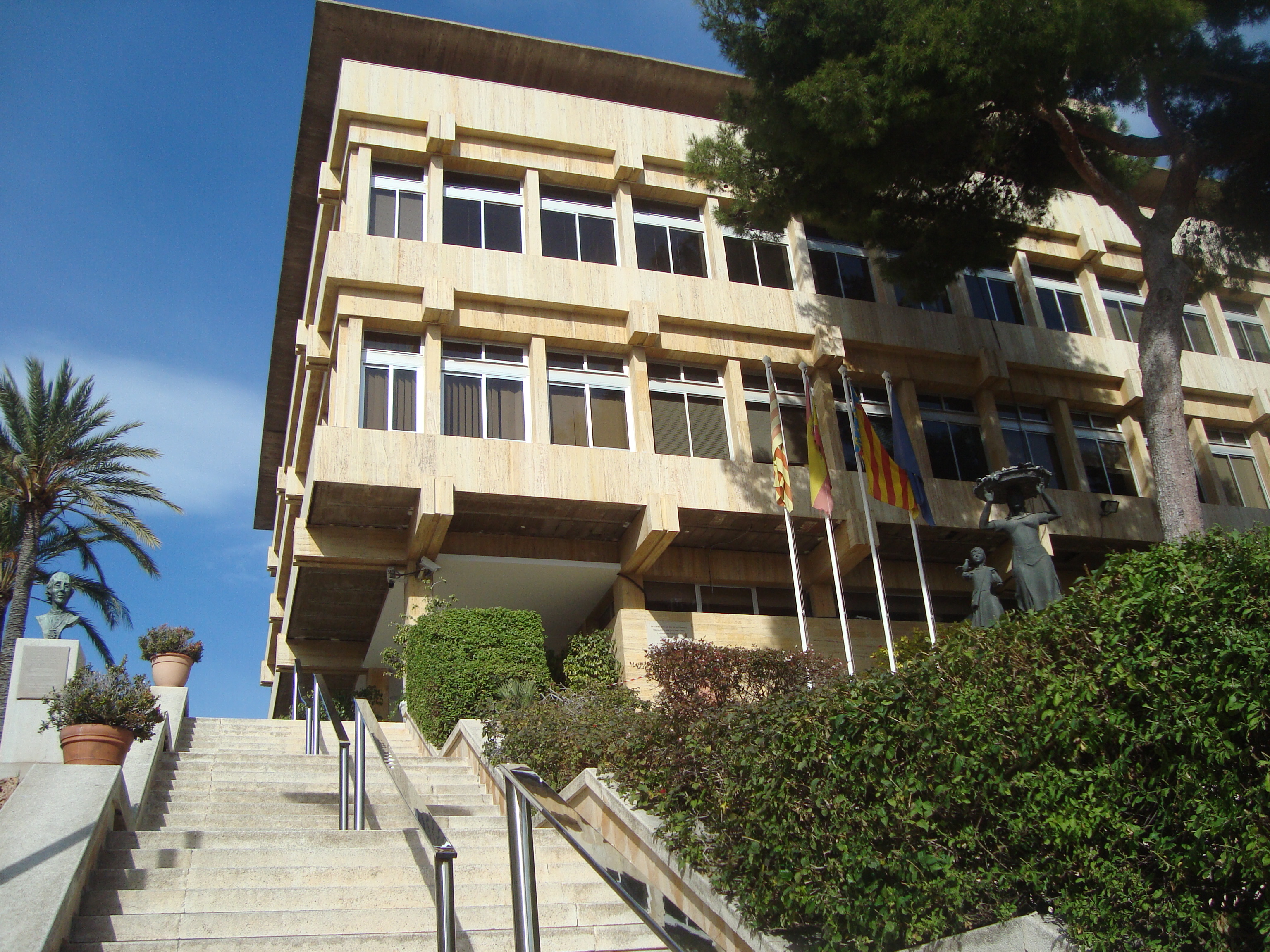
Ayuntamiento de Benicàssim

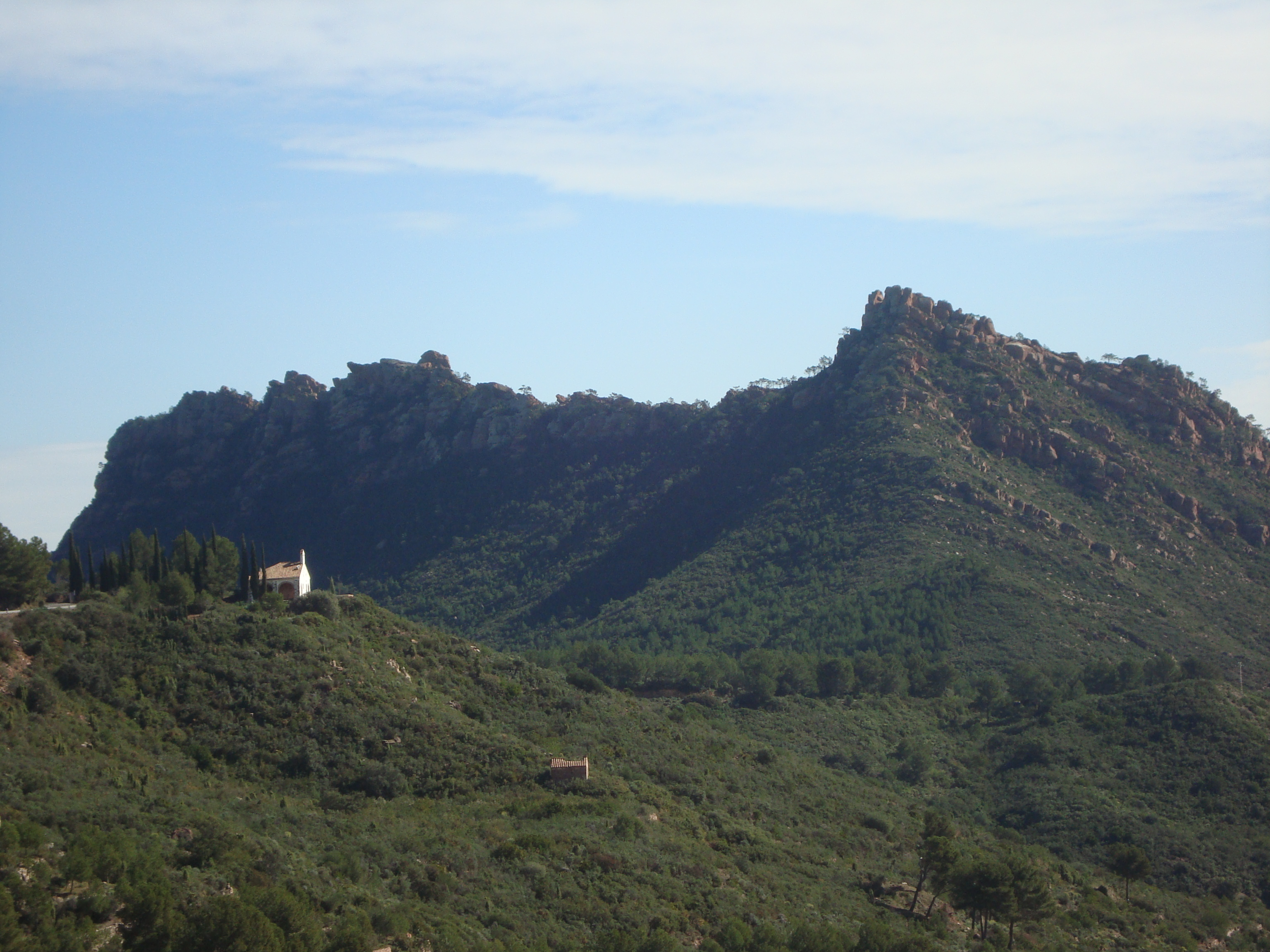
Needles Santa Agueda, Parque Natural del Desierto de las Palmas (Benicàssim, Castellon)

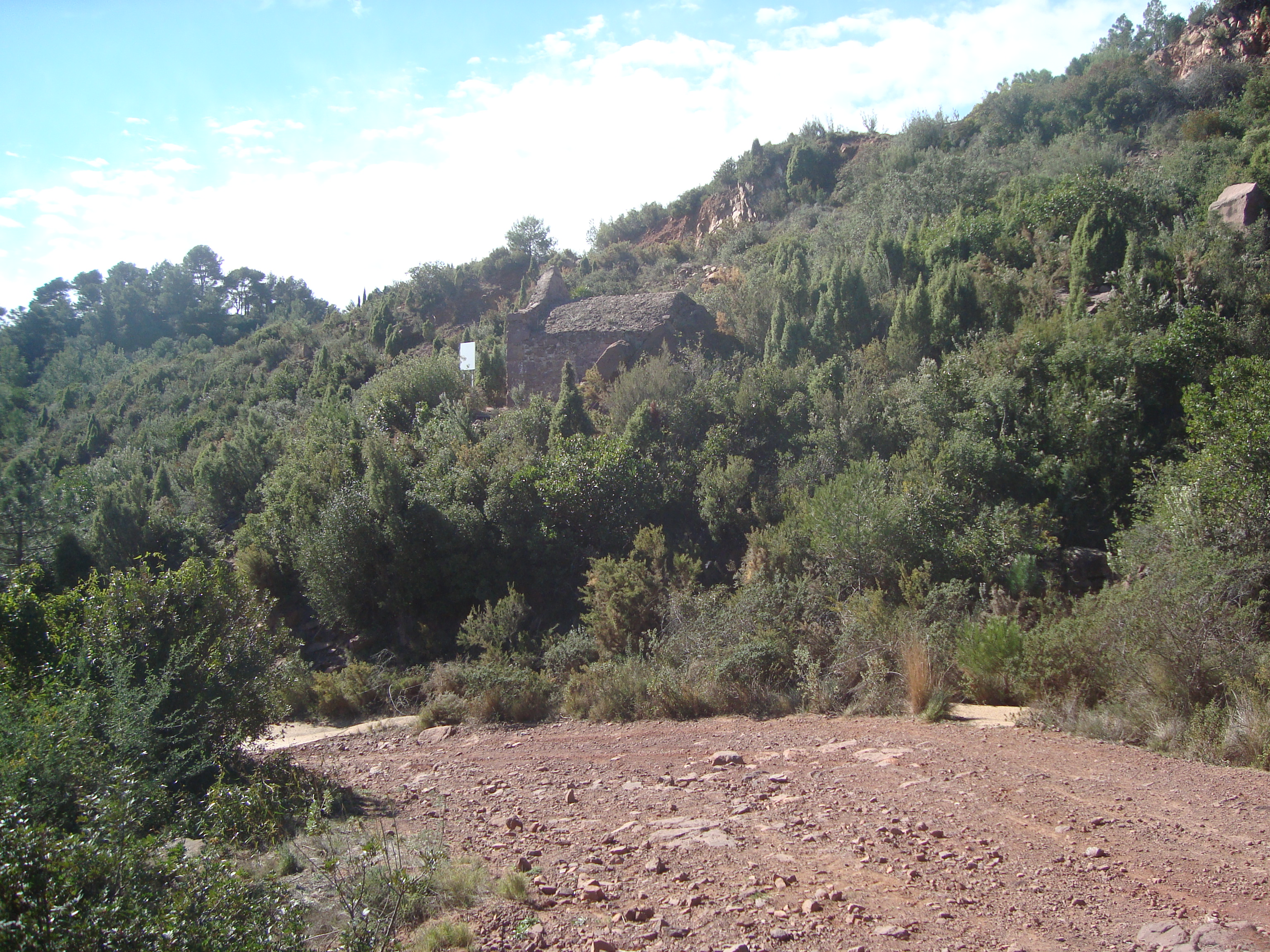
Parque Natural del Desierto de las Palmas (Benicàssim, Castellon)

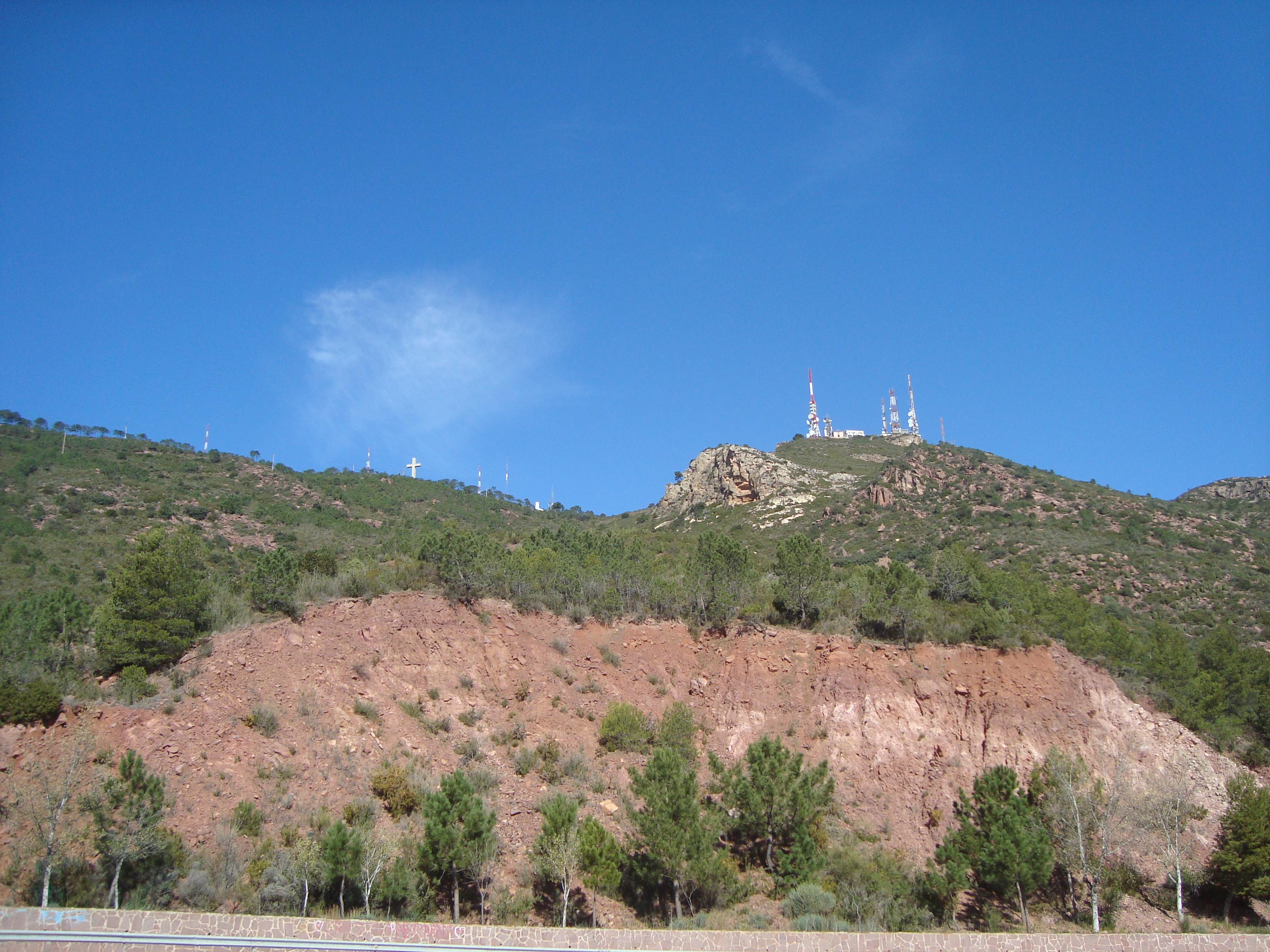
Monte Bartolo, Parque Natural del Desierto de las Palmas (Benicàssim, Castellon)